# جیجاق دم‌سفید
جیجاق دم‌سفید(نام علمی: Cyanocorax mystacalis) نام یک گونه از سرده جیجاق‌های کاکلی است.